# Grande nacre
Pinna nobilis
Espèce
Statut de conservation UICN

 CR  : 
En danger critique
Pour les articles homonymes, voir Grand nacré.
La grande nacre (Pinna nobilis), parfois également appelée jambonneau hérissé, est un coquillage bivalve de Méditerranée de la famille des Pinnidae. 

## Description
C'est un très grand bivalve — le plus grand de Méditerranée —, de couleur fauve plus ou moins sale, vivant fiché verticalement dans les fonds sableux souvent au milieu des herbiers de posidonie (Posidonia oceanica). C'est l’un des plus grands coquillages existants dans le monde (il peut dépasser 1 m de haut). La forme est semblable à celle d'une moule, pointue au niveau de la charnière et arrondie à l'ouverture ; chez les jeunes l'ouverture est bordée d'écailles arrondies. L'intérieur est nacré sur au moins toute la moitié inférieure. La grande nacre vit enterrée sur environ la moitié de sa hauteur. 
Valve droite et gauche du même spécimen:

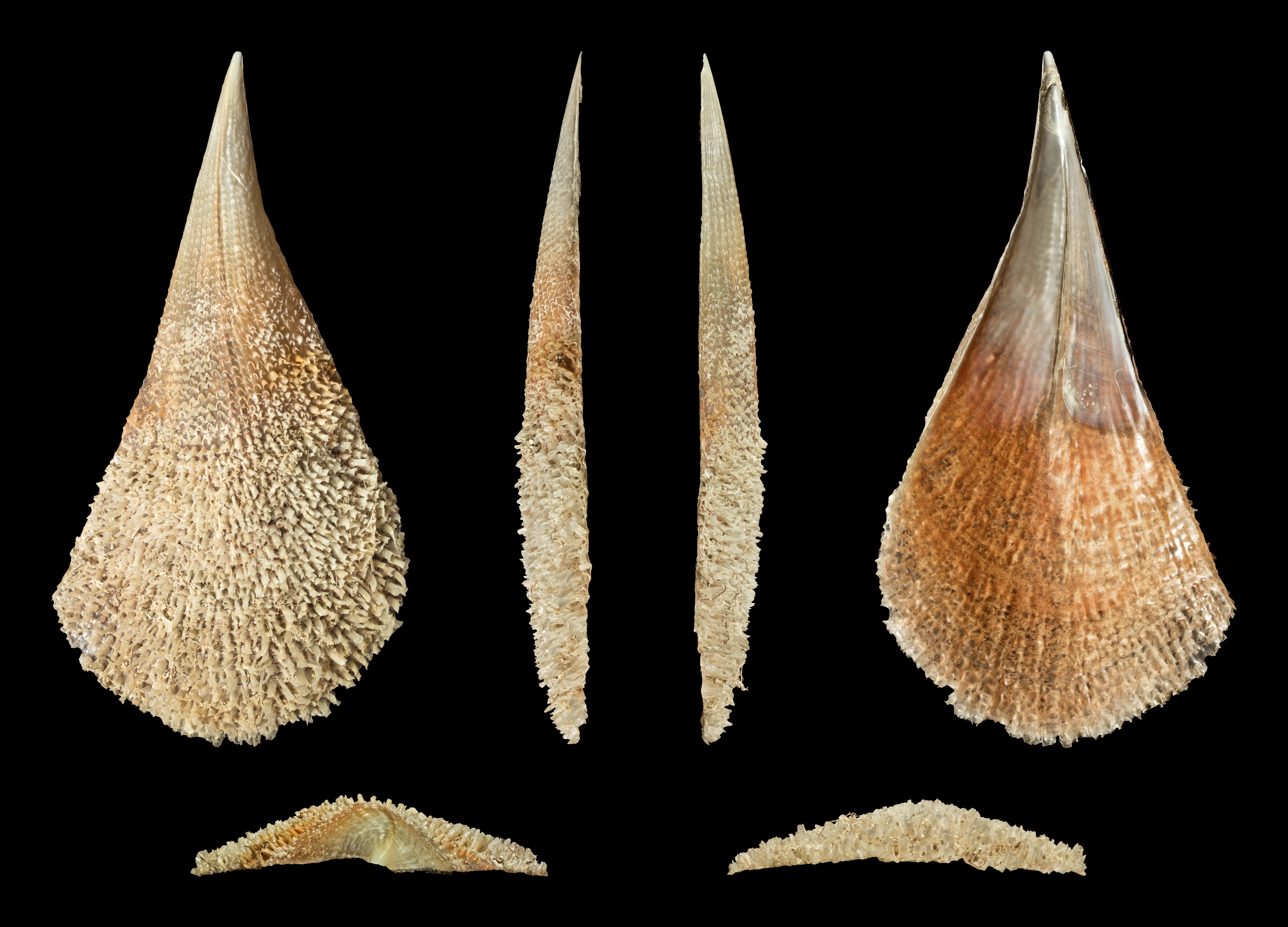
Valve droite
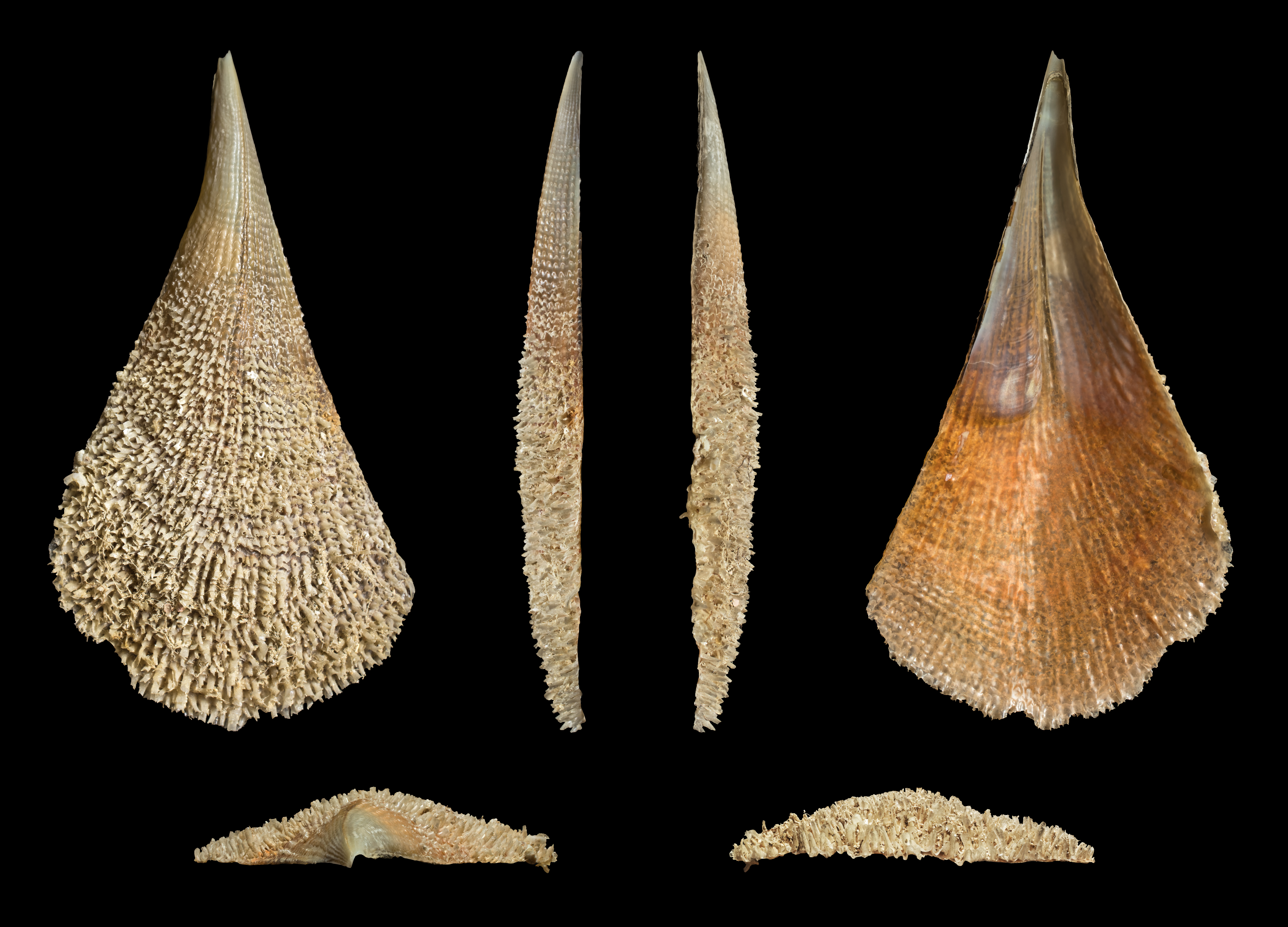
Valve gauche

Elle recèle souvent des crustacés symbiotiques vivant à l'intérieur de ses coquilles (en particulier Nepinnotheres pinnotheres et Pontonia pinnophylax).

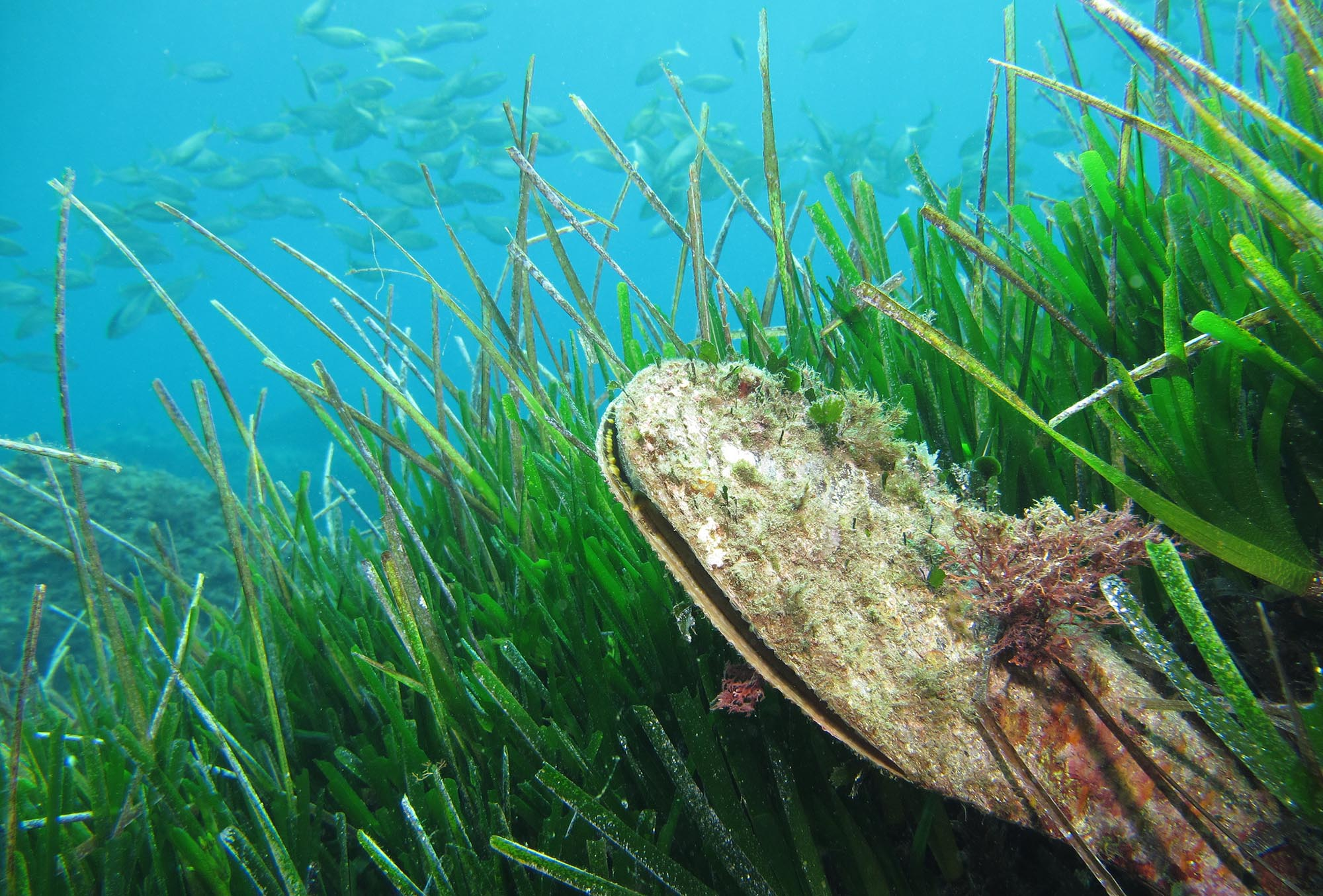
Dans un herbier
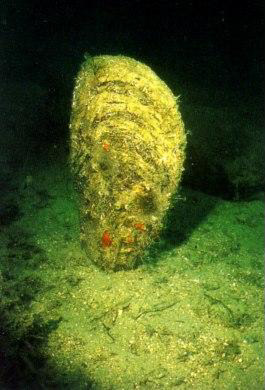
Grand spécimen
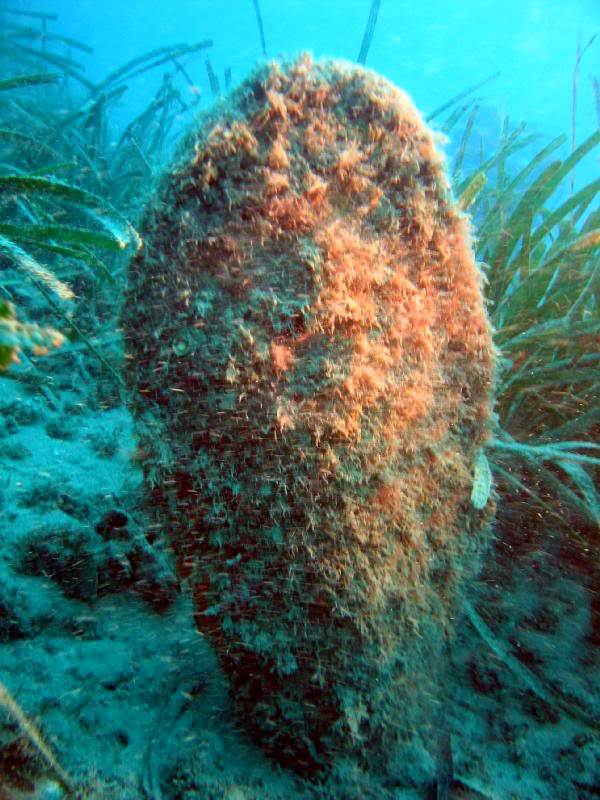
De face
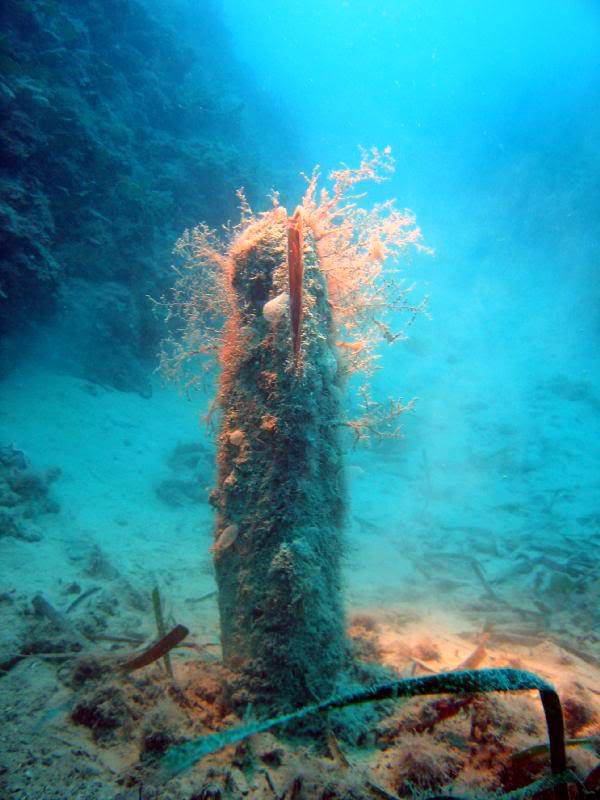
De profil
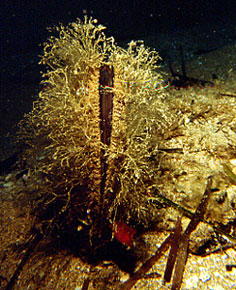
Spécimen très colonisé
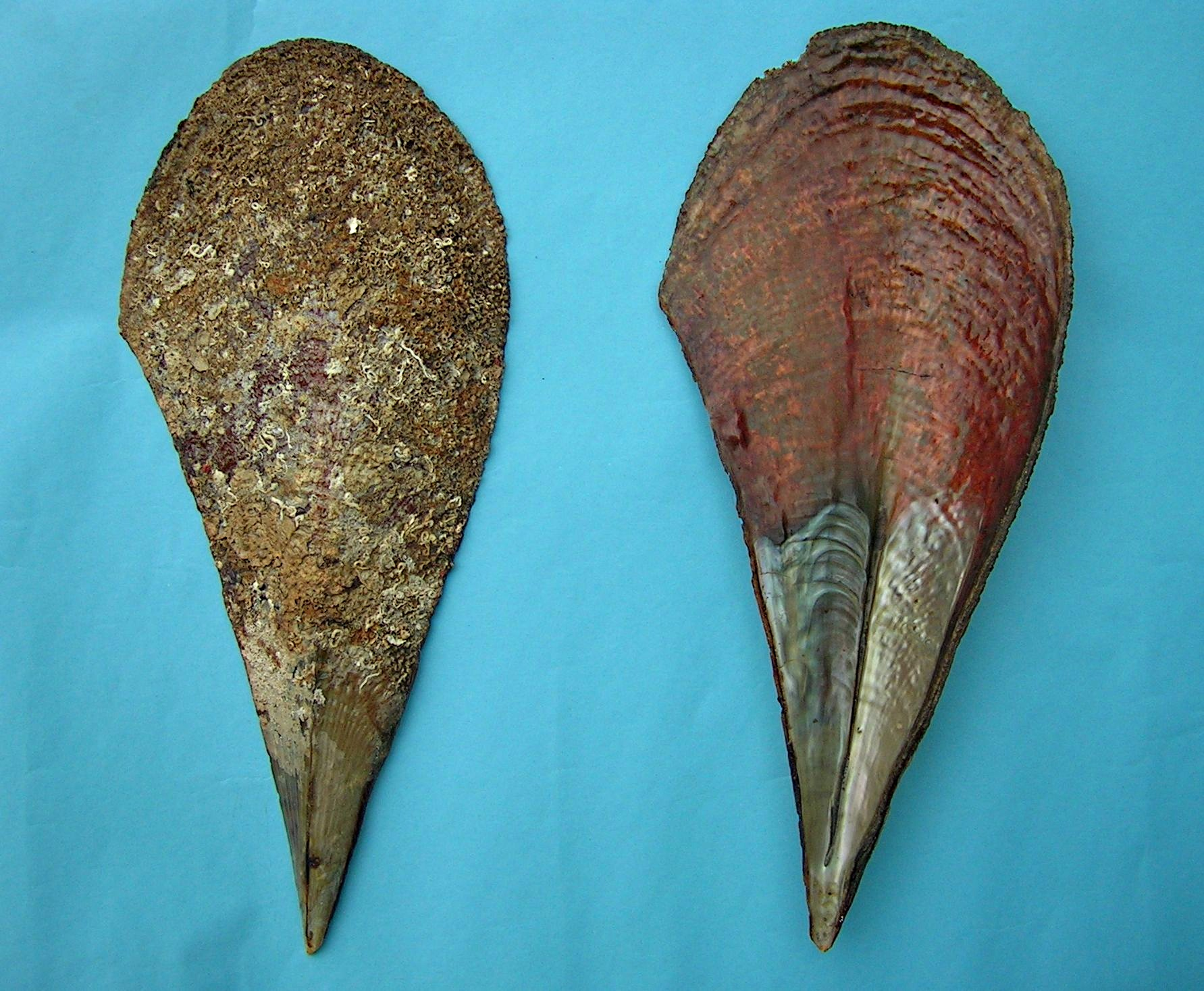
Coquille

## Écologie

### Comportement
C'est une espèce au métabolisme lent et à la croissance extrêmement longue : elle peut vivre plus de 40 ans. 
Fait rare chez les bivalves, la grande nacre est capable de se déplacer grâce à son pied charnu, et notamment de se remettre en position droite si elle se trouve déchaussée. 
Ce coquillage peut parfois sécréter de petites perles rougeâtres, sans aucune valeur en bijouterie. 

### Conservation
Jadis abondante sur le littoral français, cette espèce a été décimée par la pollution, fragilisée par le recul des herbiers à posidonie, par les ancrages et les chalutages, mais aussi par les plongeurs avides de souvenirs originaux, elle est aujourd'hui devenue très rare. Elle est protégée en France depuis le 26 novembre 1992 et sa pêche est interdite. 
Fin 2016, à Monaco, 47 grandes nacres sont déplacées du tombant des Spélugues vers la plage du Larvotto en vue de la construction du Portier,.
Classée en danger critique d'extinction, l'espèce est aujourd'hui strictement protégée, aussi bien en France qu'en Europe (annexe IV de la directive habitat 92/43/CEE concernant la conservation des habitats naturels ainsi que la flore et la faune sauvage) et en Méditerranée (annexe II de la convention de Barcelone de 1995). 

#### Un parasite mortel provoque sa disparition

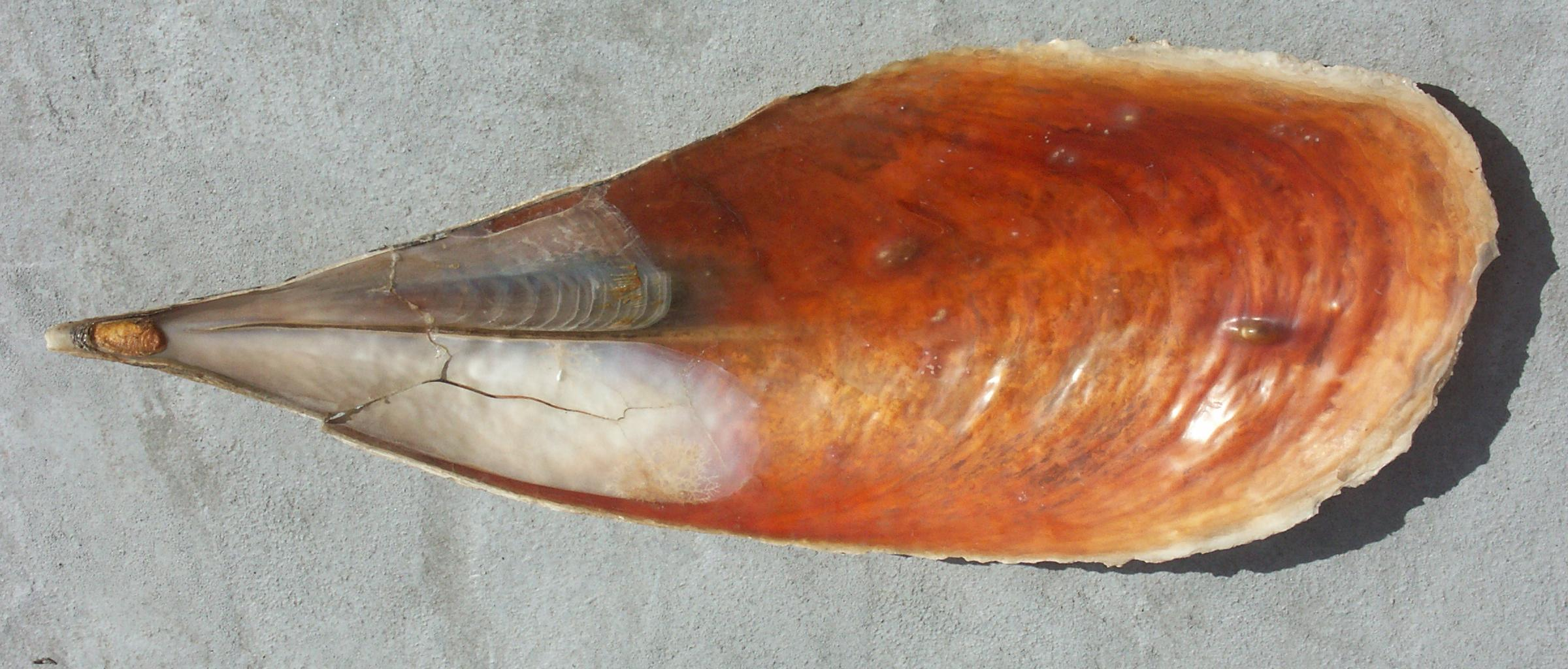
Grande nacre (longueur réelle env. 60 cm).

Durant l’automne 2016, après avoir décimé totalement les populations de grandes nacres en Espagne, notamment du sud de Valence jusqu'à la région de Murcie, et tout autour des Baléares, le parasite protozoaire Haplosporidium pinnae (appartenant au phylum des Cercozoa) a atteint les populations méditerranéennes de Corse. Ce parasite du genre Haplosporidium n’est pas inconnu puisqu’il avait décimé les exploitations ostréicoles californiennes dans les années 50[réf. nécessaire]. Ce protozoaire unicellulaire aurait été introduit par un cargo japonais dont l'équipage aurait vidangé ses eaux de ballast non loin des côtes espagnoles (Philippe Gallini, 2018)[réf. nécessaire]. D’après différentes observations, le protozoaire ne tuerait pas directement le bivalve : c’est en se reproduisant dans son tube digestif qu’elle va l'empêcher de se fermer. Une fois la nacre « paralysée », ses principaux prédateurs que sont les poulpes et les coquillages perceurs ont le champ libre. Lorsqu’elle n’est pas consommée par des prédateurs, la grande nacre infectée va mourir de faim puisque le parasite entraine un dysfonctionnement grave de la glande digestive (lieu d’absorption de la nourriture) de l’individu (Vazquez-Luis & Alvarez, 2017). 

## Utilisations

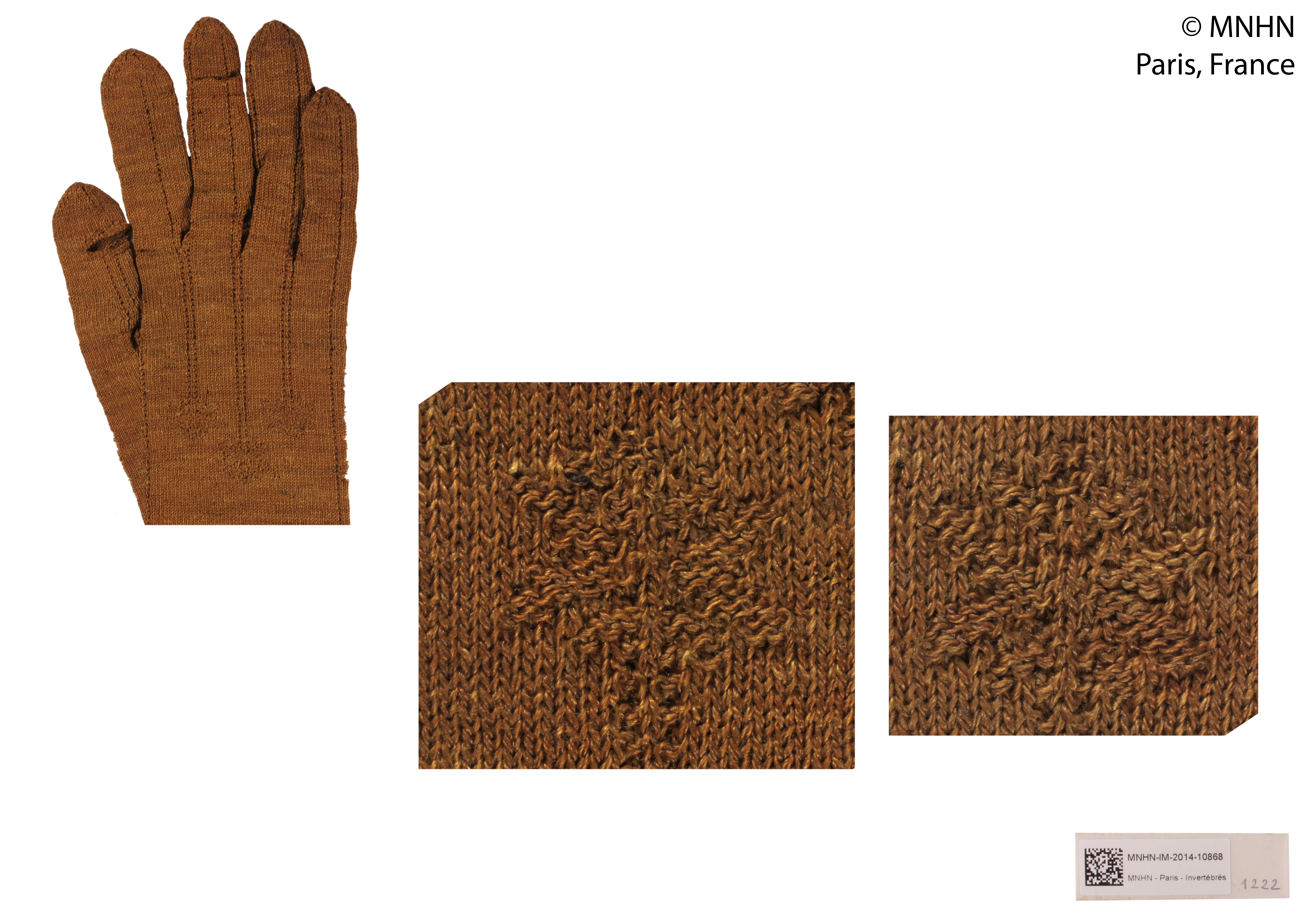
Paire de gants en byssus de nacre.

Sa nacre, de grande qualité, a longtemps été utilisée en bijouterie et pour la confection de boutons de manchette et d'ornements décoratifs. 
La grande nacre produit des fibres, le byssus, jadis utilisé pour fabriquer un tissu appelé soie de mer (en). La Toison d'or aurait été tissée dans cette matière. Le byssus d'Atrina pectinata, un coquillage de la même famille, a été utilisé en Sardaigne pour tisser de la soie de mer, comme substitut de la grande nacre.